# 1380
Cette page concerne l'année 1380  du calendrier julien. Pour l'année 1380 av. J.-C., voir 1380 av. J.-C.
L'année 1380 est une année bissextile qui commence un dimanche.

## Événements

### Asie
- L'empereur ming Hongwu purge l'administration de la Chine[1]. Il fait administrer le nord par des fonctionnaires du midi et celle du sud par des fonctionnaires du nord. Il abolit le secrétariat impérial qui avait été le principal corps administratif central pendant les dynasties précédentes.
- Tamerlan entreprend la conquête de l'Iran (fin en 1387)[2].
- Karimul Makhdum fonde la première mosquée des Philippines.

### Europe
- 20 janvier : Louis, duc d'Anjou fait son entrée dans Montpellier révoltée. Après son échec dans l'administration du Languedoc il est rappelé et remplacé par Bertrand Du Guesclin (23 avril)[3].
- 1er mars[4] : un traité d'alliance est signé à Westminster entre l'Angleterre et le duc de Bretagne.
- 1er mai[5] : mort d'Håkon VI de Norvège. Le roi de Danemark Olav Haakonson règne en Norvège sous la tutelle de sa mère, Margrethe Valdemarsdotter, sous le nom d'Olav V (fin en 1387). Prise du contrôle de la Norvège et de l'Islande (propriété norvégienne) par le Danemark. L'Islande n'obtiendra l'indépendance qu'en 1918.

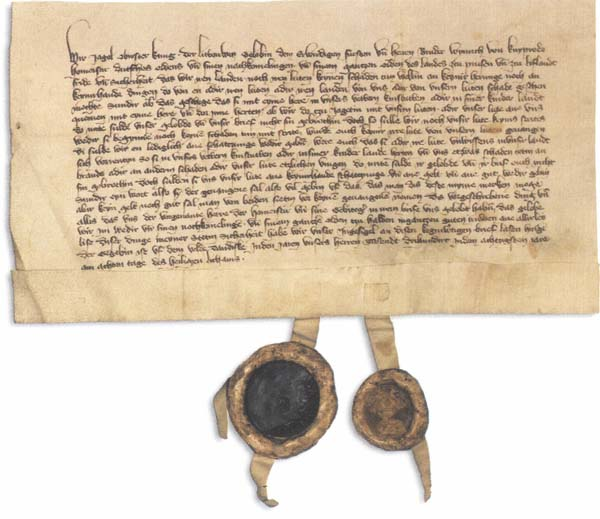
31 mai : traité de Dovydiškės.

- 31 mai : traité de Dovydiškės (en) entre Jogaila de Lituanie et l'Ordre Teutonique. Cet accord secret dispose que Jogaila ne doit pas soutenir son oncle Kęstutis dans sa lutte contre les chevaliers[6].
- 10 juin : Bertrand Du Guesclin est à Clermont. Il combat les routiers dans le Bourbonnais et l'Auvergne[7].
- 11 juin[8] : Pierre IV d'Aragon nomme son fils Martin l'Ancien vicaire de Sicile.
- 24 juin : capitulation de Gênes dans la guerre de Chioggia[9].
  - Les Génois qui se sont emparés de Chioggia menacent la lagune de Venise. L'amiral Pisani renverse la situation et détruit la flotte génoise. Venise assure sa souveraineté sur la Méditerranée orientale.
- 29 juin[10] : Jeanne Ire de Naples désigne Louis Ier d'Anjou comme héritier aux dépens de Charles de Duras qui se révolte.
- 1er juillet : la flotte génoise prend Koper/Capodistria, reprise par Venise le 1er août, puis Nola, qui est pillée[11].
- 13 juillet : mort de Bertrand Du Guesclin au siège de Châteauneuf-de-Randon[3].

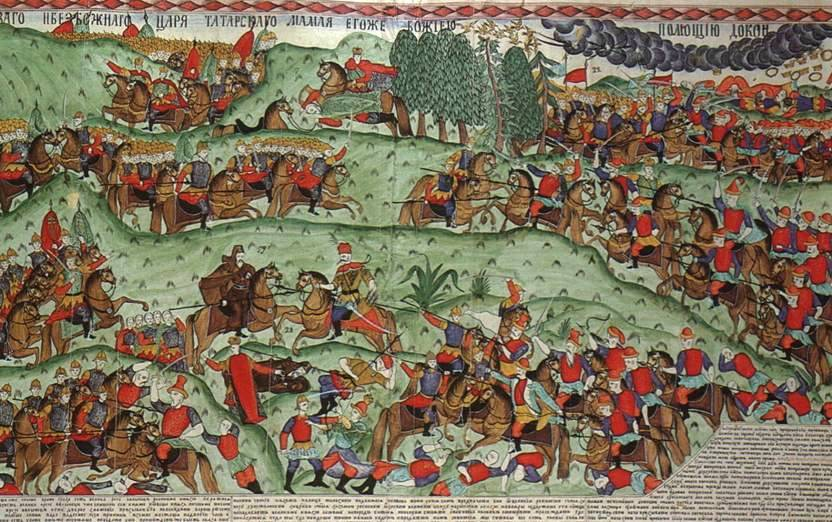
8 septembre : bataille de Kulikovo.

- 8 septembre : le prince russe Dimitri Donskoï défait les Mongols de la Horde d'or, commandés par Mamaï, à Kulikovo (champ des bécasses), au confluent du Don et de la Népriavda[2].

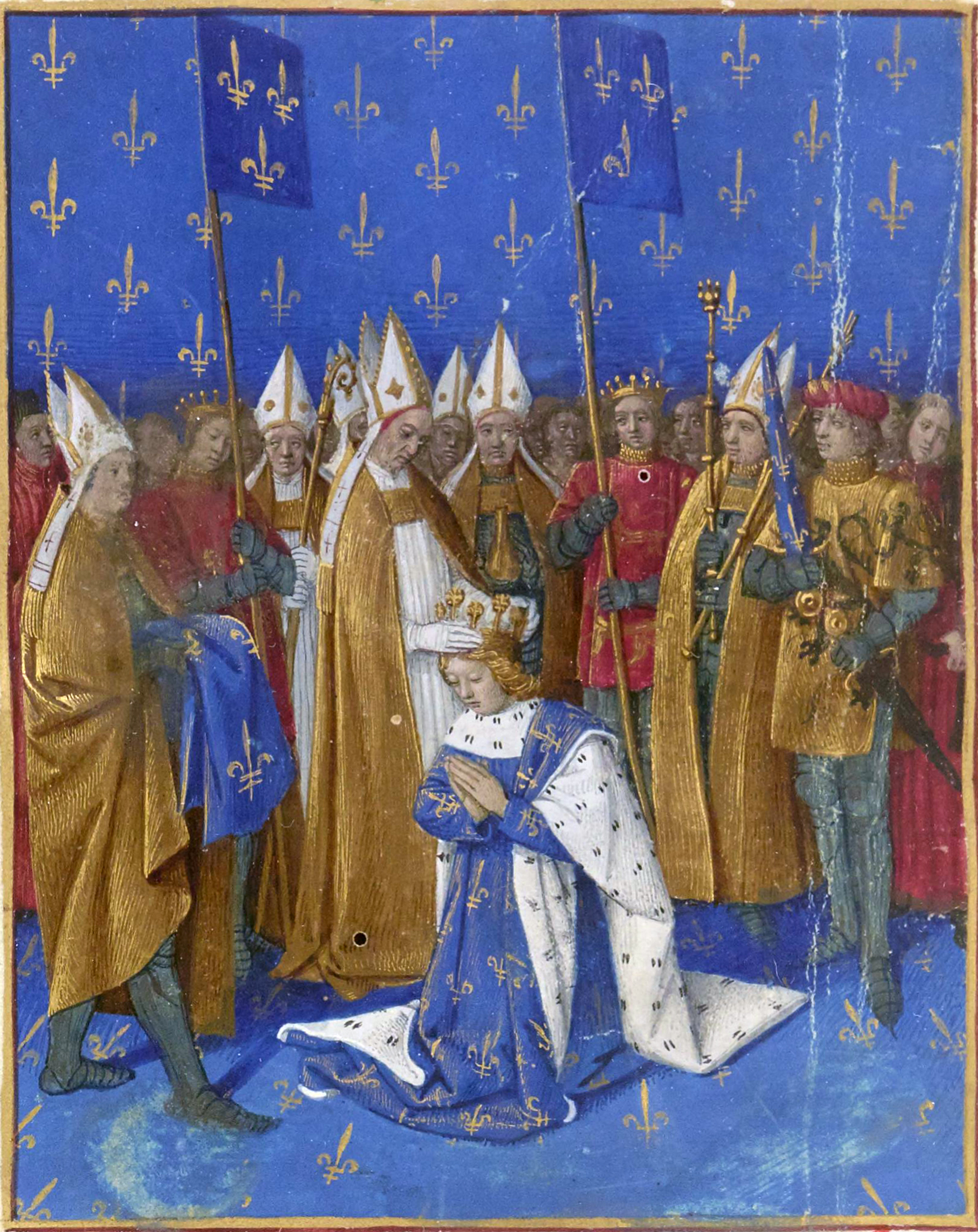
4 novembre : sacre de Charles VI.

- 16 septembre : début du règne de Charles VI, dit le Bien-Aimé, roi de France (jusqu'en 1422). Mineur, il règne sous la tutelle de ses oncles les ducs d’Anjou, de Berry, de Bourgogne et de Bourbon (fin en 1388)[3]. 
  - À la mort de Charles V, les Anglais ne contrôlent plus en France que les ports de Calais, Cherbourg, Brest, le Bordelais et la région de Bayonne.
- 2 octobre : Louis, Duc d'Anjou est déclaré régent du royaume de France.
- 4 novembre : sacre de Charles VI à Reims[3].
- 19 novembre : Charles VI nomme Jean de Berry lieutenant général du Languedoc[3].
- 28 novembre : Olivier de Clisson devient connétable de France[12].
- Togtamich, khan de la Horde Blanche (steppes du Syr-Daria), général de Tamerlan, vainc Mamaï sur la Khalkha et se proclame khan de la Horde d'or. Mamaï sera exécuté par des commerçants génois en Crimée. Togtamich rétablit pour un temps l’unité de la Horde d’Or. Il oblige de nouveau les princes russes à se rendre à Saraï avec des tributs, mais ceux-ci refusent[2].
- Le sultan ottoman Murat Ier occupe Monastir. Il occupe la Serbie jusqu’à Niš en 1386[13].